# Aspidoscelis deppii
Aspidoscelis deppii (чорночеревий батогохвіст) — вид ящірок родини теїдових (Teiidae). Мешкає в Мексиці і Центральній Америці. Вид названий на честь німецького натураліста Фердінанда Деппе.

## Підвиди
Виділяють три підвиди:
- Aspidoscelis deppii infernalis ([Duellman & Wellman, 1960);
- Aspidoscelis deppii deppii (Wiegmann, 1834);
- Aspidoscelis deppii schizophorus (H.M. Smith & Brandon, 1968).

## Поширення і екологія
Чорночереві батогохвости поширені від мексиканського штату Мічоакана на південь до атлантичного узбережжя Нікарагуа та центрального тихоокеанського узбережжя Коста-Рики. Вони живуть у різноманітних природних середовищах, від піщаних рівнин до сухих тропічних лісів, на висоті до 1200 м над рівнем моря. Віддають перевагу відкритим місцевостям. Живляться дрібними членистоногими.